# Svatá Maří
Svatá Maří é uma comuna checa localizada na região da Boêmia do Sul, distrito de Prachatice.